# Bart Groosman
Bart Groosman – holenderski brydżysta.

## Wyniki brydżowe

### Zawody światowe
| Mistrzostwa Świata. Konkurencja teamów | Mistrzostwa Świata. Konkurencja teamów | Mistrzostwa Świata. Konkurencja teamów   | Mistrzostwa Świata. Konkurencja teamów | Mistrzostwa Świata. Konkurencja teamów | Mistrzostwa Świata. Konkurencja teamów |
| Rok                                    | Miejsce                                | Zawody                                   | Kategoria                              | Drużyna                                | Pozycja                                |
| -------------------------------------- | -------------------------------------- | ---------------------------------------- | -------------------------------------- | -------------------------------------- | -------------------------------------- |
| 2001                                   | Mangaratiba                            | 8. Młodzieżowe Mistrzostwa Świata Teamów | Juniorzy                               | Netherlands                            | 7                                      |

| Mistrzostwa Świata. Konkurencja par | Mistrzostwa Świata. Konkurencja par | Mistrzostwa Świata. Konkurencja par | Mistrzostwa Świata. Konkurencja par | Mistrzostwa Świata. Konkurencja par | Mistrzostwa Świata. Konkurencja par |
| Rok                                 | Miejsce                             | Zawody                              | Kategoria                           | Partner                             | Pozycja                             |
| ----------------------------------- | ----------------------------------- | ----------------------------------- | ----------------------------------- | ----------------------------------- | ----------------------------------- |
| 2001                                | Stargard                            | 4 Mistrzostwa Świata Par Juniorów   | Juniorzy                            | Niek Brink                          | 71                                  |
| 1999                                | Nymburk                             | 3 Mistrzostwa Świata Par Juniorów   | Juniorzy                            | Niek Brink                          | 40                                  |
| 1997                                | Santa Sofia Forlí                   | 2 Mistrzostwa Świata Par Juniorów   | Juniorzy                            | Jelmer Hasper                       | 66                                  |
| 1995                                | Ghent                               | 1 Mistrzostwa Świata Par Juniorów   | Juniorzy                            | Bart Leenhouts                      | 114                                 |

### Zawody europejskie
| Zawody europejskie. Konkurencja teamów | Zawody europejskie. Konkurencja teamów | Zawody europejskie. Konkurencja teamów   | Zawody europejskie. Konkurencja teamów | Zawody europejskie. Konkurencja teamów | Zawody europejskie. Konkurencja teamów |
| Rok                                    | Miejsce                                | Zawody                                   | Kategoria                              | Drużyna                                | Pozycja                                |
| -------------------------------------- | -------------------------------------- | ---------------------------------------- | -------------------------------------- | -------------------------------------- | -------------------------------------- |
| 2002                                   | Ostenda                                | 7 Mistrzostwa Europy Mikstów             | Miksty                                 | Xtrouble                               | 76                                     |
| 2000                                   | Antalya                                | 17 Młodzieżowe Mistrzostwa Europy Teamów | Juniorzy                               | Netherlands                            | 2                                      |
| 1996                                   | Cardiff                                | 15 Młodzieżowe Mistrzostwa Europy Teamów | Młodzież Szkolna                       | Netherlands                            | 9                                      |

| Zawody europejskie. Konkurencja par | Zawody europejskie. Konkurencja par | Zawody europejskie. Konkurencja par | Zawody europejskie. Konkurencja par | Zawody europejskie. Konkurencja par | Zawody europejskie. Konkurencja par |
| Rok                                 | Miejsce                             | Zawody                              | Kategoria                           | Partner                             | Pozycja                             |
| ----------------------------------- | ----------------------------------- | ----------------------------------- | ----------------------------------- | ----------------------------------- | ----------------------------------- |
| 2002                                | Ostenda                             | 7 Mistrzostwa Europy Mikstów        | Mikst                               | Ingrid Groosman                     | 358                                 |
| 2001                                | Sorrento                            | 11 Mistrzostwa Europy Par           | Open                                | Niek Brink                          | 68                                  |